# Rareș Bălean
Rareș Ionuț Bălean (* 8. Juli 1997 in Zalău) ist ein rumänischer Volleyballspieler.

## Karriere
Bălean begann seine Karriere in seiner Heimatstadt bei Volei Municipal Zalău. Dort entwickelte er sich zum erfolgreichsten Angreifer der rumänischen Liga. 2019 gewann er mit der rumänischen Nationalmannschaft die European Silver League. Danach wechselte der Außenangreifer zum deutschen Bundesligisten VfB Friedrichshafen.